# Biblioteca de Autores Españoles (Editorial Atlas)
Die Biblioteca de Autores Españoles (BAE; Bibliothek spanischer Autoren) ist eine spanische Sammlung, mit der die Herausgeber die Meisterwerke der spanischen Literatur der Öffentlichkeit zugänglich machen wollten.
Sie gilt als einer der ersten systematischen Versuche, die Meisterwerke der spanischen Sprache in philologisch anspruchsvollen Ausgaben einer breiten Leserschaft nahezubringen. Die gleichnamige ältere Reihe aus dem 19. Jahrhundert umfasst 70 Bände plus einen Indexband. Die modernere  Fortsetzung umfasst über 300 Bände. Diese spätere Ausgabe begann Mitte des 20. Jahrhunderts bei Atlas in Madrid zu erscheinen.
Die folgende Übersicht versucht einen ersten Überblick über die umfangreiche Reihe zu geben. Sie erhebt keinen Anspruch auf Aktualität oder Vollständigkeit.

## Übersicht
Nach den Angaben der Website der Universidade da Coruña (udc.es) wiedergegeben (dort mit Bandnummern versehen):
- 1: Obras de Miguel de Cervantes Saavedra
- 2: Obras de Nicolás y Leandro Fernández de Moratín
- 3: Novelistas anteriores a Cervantes
- 4: Elegías de varones ilustres de Indias
- 5: Comedias escogidas de Gabriel Téllez (El Maestro Tirso de Molina)
- 6, 8, 11: Obras del V.P.M. Fray Luis de Granada
- 7, 9, 12,14: Obras de Pedro Calderón de la Barca
- 10, 16: Romancero general o Colección de romances castellanos : anteriores al siglo XVIII
- 13, 62: Colección de cartas de españoles ilustres antiguos y modernos
- 15: Obras escogidas del Padre José Francisco de Isla
- 17, 29: Poemas épicos
- 18, 33: Novelistas posteriores a Cervantes
- 19: Obras completas del Sr. Manuel José Quintana
- 20: Comedias de Juan Ruíz de Alarcón y Mendoza
- 21, 28: Historiadores de sucesos particulares
- 22, 26: Historiadores primitivos de Indias
- 23, 48, 69: Obras de Francisco de Quevedo y Villegas : colección completa
- 24, 34, 41, 52: Comedias escogidas de Lope Félix de Vega Carpio
- 25: Obras de Don Diego de Saavedra Fajardo y del licenciado Pedro Fernández Navarrete
- 27: Escritores del siglo XVI
- 30, 31: Obras del Padre Juan de Mariana
- 32, 42: Poetas líricos de los siglos XVI y XVII
- 35: Romancero y cancionero sagrados, colección de poesías cristianas, morales y divinas
- 36: Curiosidades bibliográficas : colección escogida de obras raras de amenidad y erudición con apuntes biográficos de los diferentes autores
- 37: Escritores del siglo XVI. 2, Obras del maestro Fray Luis de León
- 38: Colección escogida de obras no dramáticas de Lope Félix de Vega Carpio
- 39: Comedias escogidas de Agustín Moreto y Cabaña
- 40: Libros de caballerías
- 43, 45: Dramáticos contemporáneos a Lope de Vega
- 44: La Gran conquista de Ultramar
- 46, 50, 85, 86, 87: Obras publicadas e inéditas de Gaspar Melchor de Jovellanos
- 47, 49: Dramáticos posteriores a Lope de Vega
- 51: Escritores en prosa anteriores al siglo XV
- 53, 55: Escritos de Santa Teresa
- 54: Comedias escogidas de Francisco de Rojas Zorrilla
- 56: Obras escogidas del Padre Fray Benito Jerónimo Feijóo y Montenegro
- 57: Poetas castellanos anteriores al siglo XV
- 58: Autos sacramentales : desde su orígen hasta fines del siglo XVII
- 59: Obras originales del Conde de Floridablanca, y escritos referentes a su persona
- 60: Obras escogidas del Padre Pedro Rivadeneira
- 61, 63, 67: Poetas líricos del siglo XVIII
- 64: Historia del levantamiento, guerra y revolución de España
- 65: Obras escogidas de filósofos
- 66, 68. 70: Crónicas de los reyes de Castilla desde don Alfonso el Sabio, hasta los Católicos don Fernando y doña Isabel
- 71 (Indexband)

- 72: Obras completas de José de Espronceda
- 73: Obras del P. José de Acosta
- 74: Obras completas de Enrique Gil y Carrasco
- 75, 76, 77: Obras de Martín Fernández de Navarrete
- 78, 79: Obras completas de Serafín Estébanez Calderón
- 80, 81. 82: Historia de la vida y hechos del emperador Carlos V
- 83, 84: Obras escogidas de Antonio Alcalá Galiano
- 88, 89: Memorias : príncipe de la paz
- 90: Autobiografías de soldados : siglo XVII
- 91, 92: Obras de Bernabé Cobo
- 93, 94: Obras escogidas de Amós de Escalante
- 95, 96, 106, 110: Obras escogidas de Fray Bartolomé de las Casas
- 97, 98: Memorias de tiempos de Fernando VII
- 99: Comentarios de la guerra de España e historia de su rey Felipe V, el animoso
- 100: Poesías del Duque de Rivas
- 101: Teatro del Duque de Rivas
- 102: Teatro y prosa del Duque de Rivas
- 103, 104: Obras escogidas del R.P. Juan Eusebio Nieremberg
- 107: Historiadores de Indias. III, Venezuela
- 108, 109: Cartas de Sor María de Jesús de Agreda y de Felipe IV
- 111: Obras escogidas del V.P. Luis de la Puente
- 112, 113: Obras de Álvaro Flórez Estrada
- 114. 115: Historia de Carlos IV
- 116, 171: Prosistas castellanos del siglo XV
- 117–120: Historia general y natural de las Indias
- 122: Relación general de la Villa Imperial de Potosí
- 123–125: Crónica general de la Orden de San Benito
- 126: Libro de la vida y costumbres de Don Alonso Enríquez de Guzmán
- 127–130: Obras de Mariano José de Larra (Fígaro)
- 131: Crónicas del reino de Chile
- 132–135: Obras completas del inca Garcilaso de la Vega
- 136–149: Obras de Fernán Caballero
- 141: Obras escogidas del Padre Fray Benito Jerónimo Feijóo y Montenegro
- 144, 160: Obras completas del Padre Luis de la Palma
- 149–151, 153–155: Obras de Francisco Martínez de la Rosa
- 156: Obras de Miguel de Cervantes Saavedra
- 157–159: Autos y coloquios de Lope de Vega
- 161–163, 169–170: Diálogos familiares de la agricultura cristiana
- 164–168: Crónicas del Perú
- 172–174: Memorias del reinado de Isabel II
- 175, 189: Historia general de las indias occidentales y particular de la gobernación de Chiapa y Guatemala
- 176: Sales españolas o agudezas del ingenio nacional
- 177–178, 186–187: Comedias de vidas de santos de Lope de Vega
- 179: Epistolario y poesías de Luisa de Carvajal y Mendoza
- 180–182: Obras completas de Adelardo López de Ayala
- 188: Comedias pastoriles y comedias mitológicas de Lope de Vega
- 190: Comedias mitológicas y comedias históricas de asunto extranjero de Lope de Vega
- 191: Comedias históricas de asunto extranjero de Lope de Vega
- 192–193: Mis memorias íntimas por Fernando Fernández de Córdova
- 194, 219: Obras escogidas de don Francisco Martínez Marina
- 195–196: Crónicas y leyendas dramáticas de España. Primera sección
- 197–198: Crónicas y leyendas dramáticas de España. Segunda sección
- 199–203: Obras de Don Ramón Mesonero Romanos
- 204: Obras literarias de Rafael María Baralt
- 206–207: Diccionario geográfico de las Indias Occidentales o América
- 209: Crónicas peruanas de interés indígena
- 210: Diccionario de hacienda
- 211–212: Crónicas y leyendas dramáticas de España. Tercera sección
- 213: Crónicas y leyendas dramáticas de España. Cuarta sección
- 214–215, 223–225: Crónicas y leyendas dramáticas de España de Lope de Vega
- 217–218: Tratados mejicanos
- 221–222: Avisos de Don Jerónimo de Barrionuevo
- 226: Índices generales: tomos LXXII a CCXXV
- 227–228: Obras completas de Don Nicomedes-Pastor Díaz
- 229: Obras completas de Baltasar Gracián
- 230, 251, 259: Obras históricas de Francisco Antonio de Fuentes y Guzmán
- 231: Compendio y descripción de las Indias Occidentales
- 232: Mexicana
- 233: Crónicas y leyendas dramáticas de España y comedias novelescas de Lope de Vega
- 234: Comedias novelescas
- 235: Obra de agricultura de Gabriel Alonso de Herrera
- 236: Obras de Tirso de Molina: Autos sacramentales
- 237: Obras de Tirso de Molina: comedias hagiográficas
- 238: Obras de Tirso de Molina: Doña Beatriz de Silva
- 239: Obras de Tirso de Molina: comedias y dramas históricos
- 240: Memoriales e historia de los indios de la Nueva España
- 241: Obras completas de Nicomedes-Pastor Díaz
- 242: Obras de Tirso de Molina: comedias bucólicas y mitológicas
- 243: Obras de Tirso de Molina: comedias de enredo
- 244–245: Crónica de la Nueva España
- 246: Comedias novelescas de Lope de Vega
- 247: Comedias novelescas de Lope de Vega
- 249: Comedias novelescas de Lope de Vega
- 250: Comedias novelescas de Lope de Vega
- 252–256: Política indiana
- 257–258, 267: Crónica de Enrique IV
- 260–261: Historia eclesiástica indiana
- 262–263: Nueva biografía de Lope de Vega
- 264–266: Cartas de Indias
- 268, 270–271: Apuntes para una biblioteca de escritoras españolas
- 272, 278–279, 287–288: Obras de doña Gertrudis Gómez de Avellaneda
- 273–277: Los Virreyes españoles en América durante el gobierno de la casa de Austria: México
- 280–286: Los Virreyes españoles en América durante el gobierno de la casa de Austria: Perú
- 289–291: Obras de Juan Arolas
- 292–293, 295–298: Noticia general del Perú
- 294: El Indiano en el teatro menor español setecientos
- 299–300: Obras teatro, diálogos, poesías de Cristóbal de Aguilar
- 301: Lo indiano en el teatro menor español de los siglos XVI y XVII
- 302–303: Obras completas de Concepción Arenal
- 304: Obras políticas y pacifistas de Luis Vives
- 305: Declaración de un vencido : y Criadero de curas